# 李弘 (十六国)
李 弘（り こう、? - 370年）は、中国五胡十六国時代の農民反乱の首領。広漢郡の人。

## 生涯
成漢の末代皇帝李勢の子であると称し、流民数千人を集めて定陵を荒らし回った。
太和5年（370年）8月、蜀の李金銀や巴西の趙続伯らは共に李弘を盟主に推し立てた。李弘は聖道王 を号して年号を立てて鳳凰とし、百官を独断で任じて民を混乱させた。この時、1万を超える兵を従えていた。益州刺史周楚は孫の梓潼郡太守周虓を討伐に向かわせた。李弘は迎撃するも敗れ、乱は鎮圧された。李弘の生死は不明である。